# نویدیتندورف
نویدیتندورف (به آلمانی: Neudietendorf) یک منطقهٔ مسکونی در آلمان است که در نس-آپفلشتدت واقع شده‌است. نویدیتندورف ۲٬۹۹۰ نفر جمعیت دارد.

## خواهرخوانده
شهر گاو-آلگسهایم خواهرخواندهٔ نویدیتندورف هست.